# Beulah (Dakota del Norte)
Beulah es una ciudad ubicada en el condado de Mercer en el estado estadounidense de Dakota del Norte. En el censo de 2010 tenía una población de 3121 habitantes y una densidad poblacional de 478,94 personas por km².

## Geografía
Beulah se encuentra ubicada en las coordenadas 47°16′7″N 101°46′14″O / 47.26861, -101.77056. Según la Oficina del Censo de los Estados Unidos, Beulah tiene una superficie total de 6.52 km², de la cual 6.45 km² corresponden a tierra firme y (0.95%) 0.06 km² es agua.

## Demografía
Según el censo de 2010, había 3121 personas residiendo en Beulah. La densidad de población era de 478,94 hab./km². De los 3121 habitantes, Beulah estaba compuesto por el 94.78% blancos, el 0.22% eran afroamericanos, el 2.31% eran amerindios, el 0.26% eran asiáticos, el 0.26% eran isleños del Pacífico, el 0.74% eran de otras razas y el 1.44% pertenecían a dos o más razas. Del total de la población el 2.27% eran hispanos o latinos de cualquier raza.